# Kartonmodellbau

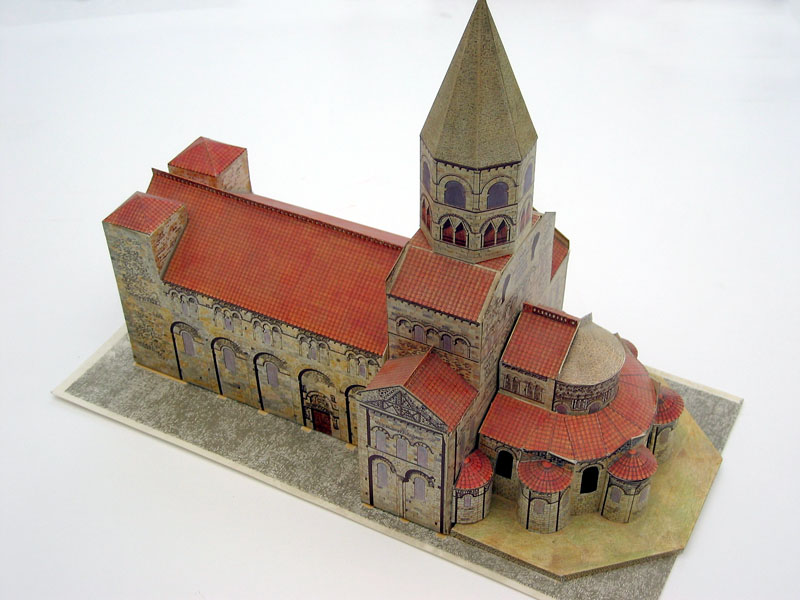
Notre Dame du Port, Tomis 1970

Kartonmodellbau ist der Bau von Miniaturmodellen aus Karton und Papier. Im englischsprachigen Ausland und Japan ist der Begriff „Papercraft“ ['peipəkra:ft] (engl. „Papierhandwerk“) gebräuchlich. Vorwiegend handelt es sich um Kartonmodellschiffe, Flugzeuge und Architekturmodelle, gebaut werden aber auch Fahrzeuge, Lokomotiven und Raumschiffe.

## Allgemeines
In der Regel werden Standmodelle gefertigt. Durch entsprechende Konstruktionen sind jedoch auch Funktionsmodelle möglich. Die Modelle werden aus zumeist großformatigen Kartonbögen mit einem Gewicht von etwa 170 Gramm je Quadratmeter gefertigt. Die einzelnen Bauteile sind vom Modell-Konstrukteur in zweidimensional flache Bauteile zerlegt worden und müssen durch Falzen und Verkleben zu einem dreidimensionalen Modell zusammengefügt werden. Unterstützt wird der Bau durch eine Anleitung oder Explosionszeichnungen. Die am häufigsten gebräuchliche Form ist der Modellbaubogen. Dieser besteht aus mehreren bedruckten Kartonbögen. Weniger gebräuchlich ist die Selbstkonstruktion von Modellen. Dies wird heute in der Regel nur im Bereich der Architektur angewandt, um Einzelmodelle von Bauten herzustellen.

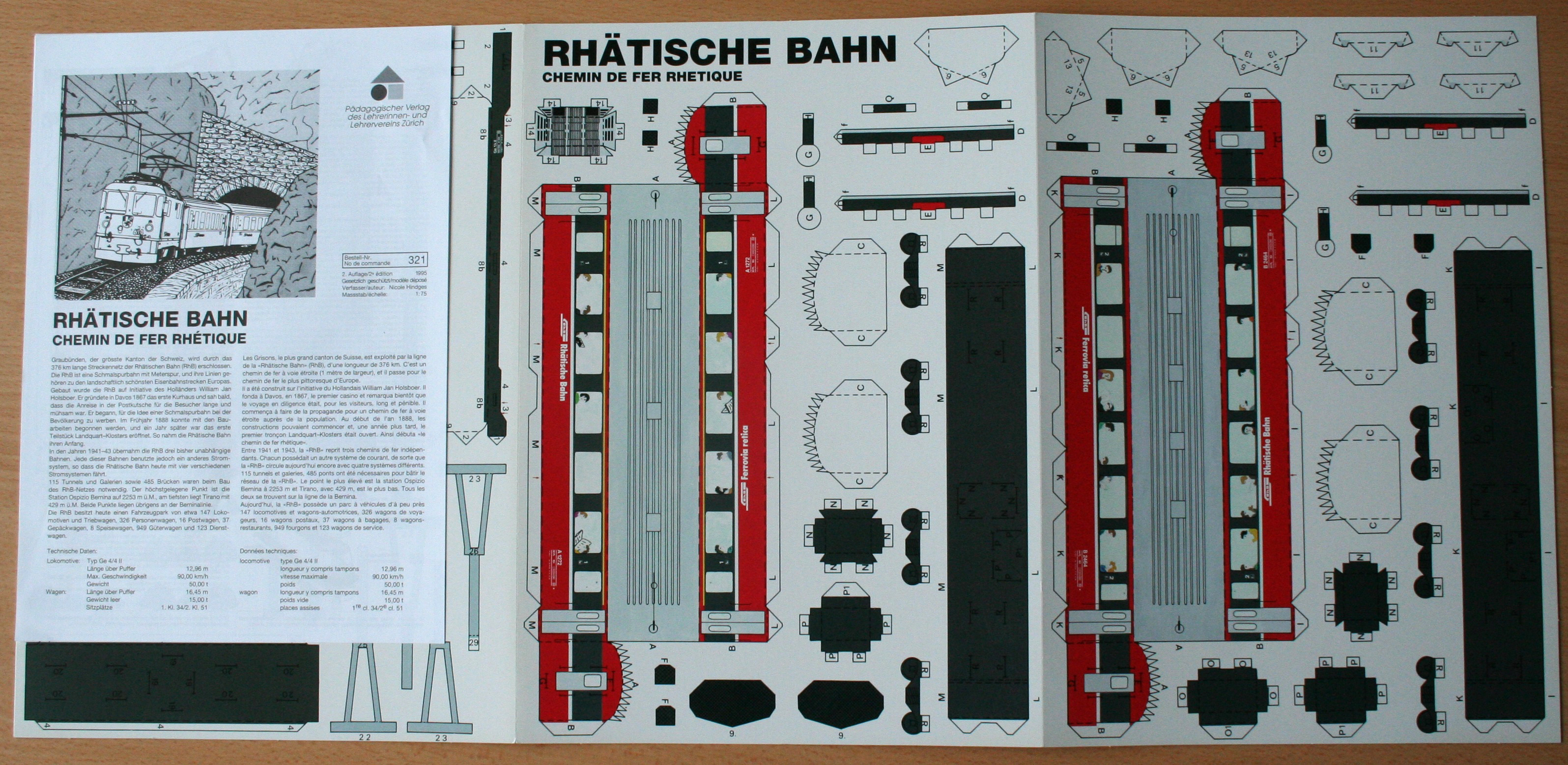
Kartonmodellbogen des Pädagogischen Verlags des Lehrerinnen- und Lehrervereins Zürich

Die beiden alten Bezeichnungen Modellierbogen und Konstruktionsbogen – bis in die erste Hälfte des 20. Jahrhunderts verwendet – beschreiben präzise, dass es nicht nur um das Zerschneiden von Papier geht, sondern auch um den Aufbau dreidimensionaler Modelle mit den so hergestellten Teilen. Populär ist der Ausdruck „Bastelbogen“, doch in Bezug auf die eingeschränkte Kreativität vorgegebener Modelle ist der Ausdruck eher unzureichend. Der treffendste Ausdruck für Kartonmodelle ist zweifellos Modellbaubogen: er drückt in neutraler Form das herzustellende Objekt (Modell), den erforderlichen Arbeitsvorgang (Bau) und die tatsächlich vorliegende Materialform (Bogen) aus.
Aufgrund der verwandten Materialien benötigt der Modellbau keine aufwendigen Werkzeuge. Für den Anfang genügen Messer, Schere und Klebstoff. Der Kartonmodellbau ist deshalb auch geeignet, Kinder und Jugendliche mit dem Modellbau vertraut zu machen. Er ist zudem viel älter als der Plastikmodellbau und in manchen Ländern stärker verbreitet. Die Bausätze sind entweder bereits bedruckt und teilweise mit „gealterter“ Farbgebung versehen, dadurch entfällt die Lackierarbeit wie sonst bei Plastikmodellen, es gibt jedoch auch Download-Modelle, welche in einem beliebigen Maßstab ausgedruckt werden können. Zur Detaillierung werden jedoch auch weitere Materialien wie Nähgarn, Nylon, Metall oder Holz verwandt.

## Geschichte

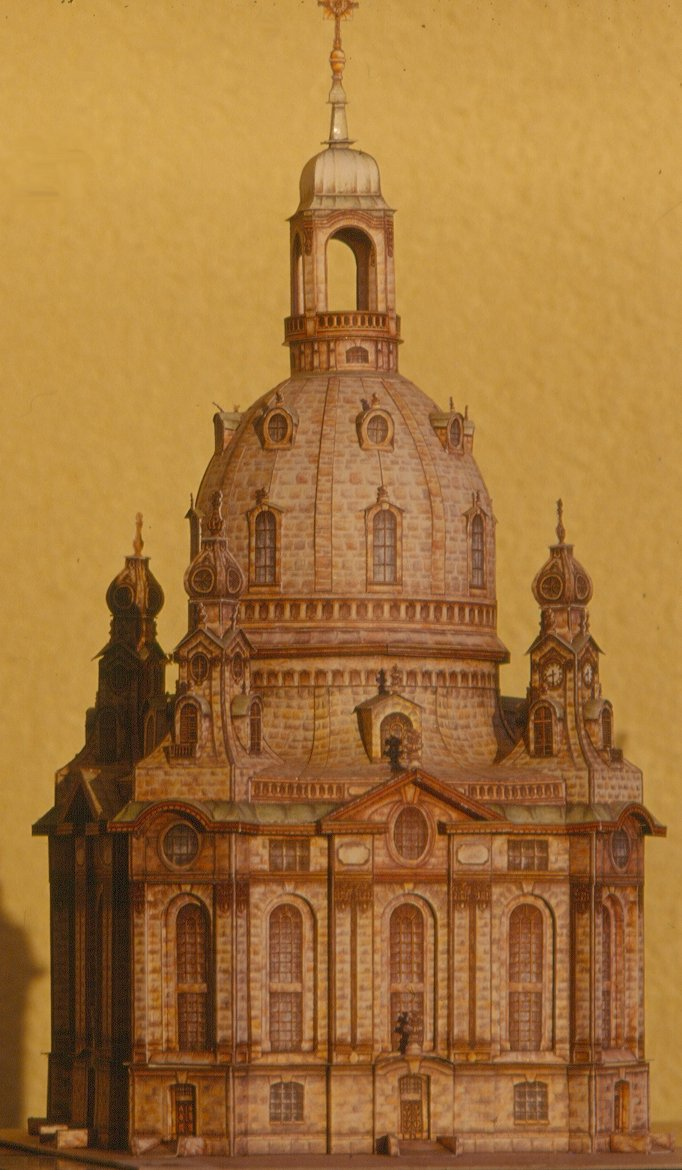
Modell der Frauenkirche (Dresden) im Maßstab 1:300 von J. F. Schreiber

Die früheste Darstellung eines Kartonmodelles befindet sich im Germanischen Nationalmuseum in Nürnberg. Es handelt sich um ein Sonnenuhrkruzifix von Georg Hartmann und wird um das erste Drittel des 16. Jahrhunderts datiert. Eine weitere frühe Darstellung eines Kartonmodelles sind die 1544/45 von Hans Döring entworfenen Tafelbeilagen der „Kriegsbeschreibung“ des Reinhard Graf zu Solms. Die ältesten Vorläufer der Modellbaubogen sind die Bilderbogen. Diese sind seit dem 14. Jahrhundert zuerst als Wallfahrts- oder Heiligenbilder bekannt. Auf diesen Bilderbogen wurden dann im Laufe der Zeit auch weltliche Motive dargestellt. Ihren Höhepunkt erreichten sie mit den Neuruppiner Bilderbogen. Eine weitere Zwischenform zum Modellbaubogen war der Anschauungsbogen, der später häufig im Schulunterricht genutzt wurde. Die Ausschneidebogen verbanden die Inhalte der Anschauungsbogen mit einer Beschäftigung. Als weitere Entwicklungsformen sind noch die Aufstellbogen, Anziehpuppen und Papiertheater zu nennen.

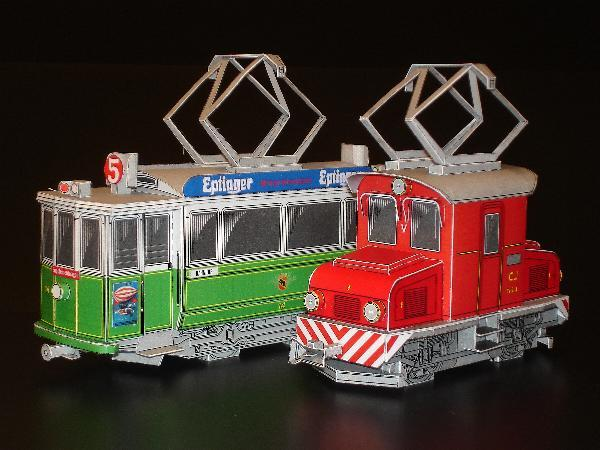
Laserdruck-Kleinstserien-Bastelbogen einer Privatperson. Berner Straßenbahnmotorwagen und Kleinlokomotive der Chemins de fer du Jura (CJ)

Bis zur Mitte des 19. Jahrhunderts dienten die wenigen Modellbaubogen oder Modellbauanleitungen nur zur Veranschaulichung bestimmter Bauten oder Sachverhalte. Die ersten kommerziellen Modellbaubogen entstanden Ende der 1840er Jahre in London. Einer der Pioniere war J. V. Quick. Er druckte u. a. einen Modellbaubogen des Shakespearehauses in Stratford-upon-Avon. Auf dem Kontinent gab es Karl-Friedrich Fechner aus Guben, der um 1850 mit der Produktion begann und vor allem nach Großbritannien lieferte.
Ende der 1850er Jahre begannen in Frankreich und Deutschland mehrere Verleger, Modellbaubogen zu produzieren. Bis in die 1950er waren die Kartonmodellbaubogen marktbeherrschend im Modellbaubereich. Aufgrund der einfachen Herstellung und des deshalb niedrigen Preises konnten die Bogen in hohen Stückzahlen verkauft werden. Sie dienten vor allem der Unterrichtung und Bildung von Schülern und Jugendlichen. In den 1970er Jahren haben zudem mehrere Comic-Magazine wie Micky Maus, Fix und Foxi oder Yps mit Gimmick etliche Kartonmodelle unterschiedlichster Thematiken und Schwierigkeitsgrade ihren Heften beigefügt. Mit dem Aufkommen des Plastikmodellbaus verloren die Kartonmodelle ihre Bedeutung und wurden zu einem Nischenprodukt. Viele Verlage mussten aufgrund der zurückgehenden Verkaufszahlen ihre Produktion einstellen.

Modell des Schlosses Richmond, Braunschweig in realistischer Darstellung

Erst seit den 1990er Jahren ist ein Aufschwung im Kartonmodellbau zu verzeichnen. Die Möglichkeit des Downloads von Modellbaubogen aus dem Internet sowie dessen Ausdruck auf Farblaserdrucker haben zudem die Verbreitungsmöglichkeiten weiter erhöht. Durch verbesserte Konstruktionsmethoden (CAD) ist es heute möglich, Kartonmodelle wesentlich vorbildgetreuer zu konstruieren als früher. Mit Hilfe des Computers werden Abwicklungen von Vorbildern leichter berechnet und Texturen von Vorbildfotos lassen die Modelle oft sehr naturgetreu erscheinen. Mit der einfachen Möglichkeit zur Verbreitung von Vorlagen über das Internet hat sich eine Papiermodellbauszene entwickelt, die sich neben den klassischen Architektur- und Fahrzeugmodellen auch dem Bau, der Entwicklung und der kreativen Gestaltung von Phantasie- und Dekorationsobjekten widmet.
Die Grenzen des Detaillierungsgrades bilden heute nur noch die Fähigkeiten des Modellbauers und die Materialeigenschaften des Papiers. So werden Schiffsmodelle im Maßstab 1:250 mit über 7.000 Einzelteilen angeboten. Das Spektrum der heute angebotenen Modelle reicht von Gebäuden (Kirchen, Museen, Wohnhäuser) über Schiffe, Flugzeuge, Lokomotiven bis hin zu Raumschiffen. Das Hauptaugenmerk liegt mittlerweile auf den technischen Bogen, insbesondere Schiffs- und Flugzeugmodellen. Teilweise erreichen Kartonbogen eine höhere Detaillierung und naturgetreuere Abbildung des Originals als Plastikmodelle, die weitaus teurer sind. Mit Zubehör und Ergänzungsteilen entsteht hier eine Alternative zu Plastikmodellen im statischen Modellbau. Der Kartonmodellbau ist damit eine hoch dynamische Variante der Modellbauszene.

## Museumssammlungen
- J. F. Schreiber Museum, Esslingen am Neckar

## Konstrukteure von Kartonmodellen (Auswahl)
- Hubert Siegmund, D, 1916–1989, langjähriger Chefkonstrukteur beim J. F. Schreiber-Verlag
- Richard Vyškovský, CZ, 1929–2019, langjähriger Konstrukteur u. a. für die tschechische Jugendzeitschrift ABC
- Peter Gierhardt
- Alvar Hansen
- Robert Navrátil
- Thomas Pleiner
- Przemyslaw Tabernacki